# Who (Unix)

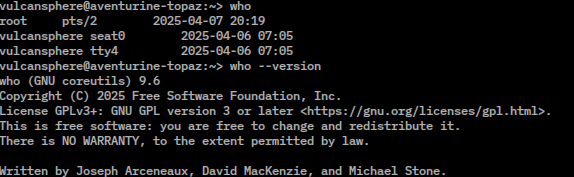
Output di who su Linux

who è un comando dei sistemi operativi Unix e Unix-like che elenca gli utenti connessi alla macchina.
La Single UNIX Specification prevede che il comando who am i (o who am I) corrisponda all'invocazione di who con l'opzione -m.